# Lucignano
Lucignano – miejscowość i gmina we Włoszech, w regionie Toskania, w prowincji Arezzo.
Według danych na styczeń 2009 roku gminę zamieszkiwało 3585 osób przy gęstości zaludnienia 79,8 os./1 km².